# Kitsuregawa
Kitsuregawa (喜連川町 Kitsuregawa-machi?) fue un pueblo de Japón ubicado en el distrito de Shioya, prefectura de Tochigi.

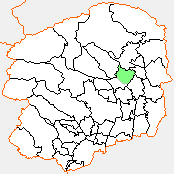
Mapa de Kitsuregawa, Tochigi

El 28 de marzo de 2005 Kitsuregawa fue fusionado con el pueblo de Ujiie, también del distrito de Shioya, para formar la nueva ciudad de Sakura.
A la altura del año 2003, el pueblo tenía una población estimada de 11143 personas, y una densidad de población de 147,65 personas por km². El área total era de 75,47 km².